# 弗朗切斯科·莫里尼
弗朗切斯科·莫里尼（義大利語：Francesco Morini，1944年8月12日—2021年8月31日），意大利男子足球运动员，场上位置是后卫。他曾代表意大利国家队参加1974年国际足联世界杯，结果止步小组赛。